# Rat (astrologie chinoise)
 (signalé en juillet 2025).
Si vous disposez d'ouvrages ou d'articles de référence ou si vous connaissez des sites web de qualité traitant du thème abordé ici, merci de compléter l'article en donnant les références utiles à sa vérifiabilité et en les liant à la section « Notes et références ».
- Archive Wikiwix
- Bing
- Cairn
- DuckDuckGo
- E. Universalis
- Gallica
- Google
- G. Books
- G. News
- G. Scholar
- Persée
- Qwant
- (zh) Baidu
- (ru) Yandex
- (wd) trouver des œuvres sur Wikidata

Pour les articles homonymes, voir Rat.

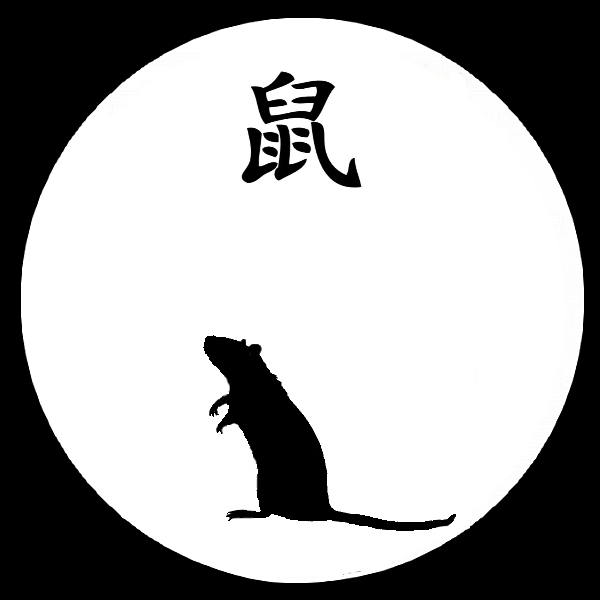
Signe astrologique chinois du Rat.

Le Rat (ou Souris, chinois : 鼠 ; pinyin : shǔ) est le premier animal dans l'ordre d'arrivée du zodiaque chinois, lié au calendrier chinois. D'après la légende il serait arrivé premier de la course contre les autres animaux organisée par l'Empereur de jade grâce à sa ruse, d'où sa position dans le cycle. 

## Les années et les cinq éléments
| Date initiale   | Date finale     | Élément    |
| --------------- | --------------- | ---------- |
| 5 février 1924  | 23 janvier 1925 | Bois (木)  |
| 24 janvier 1936 | 10 février 1937 | Feu (火)   |
| 10 février 1948 | 28 janvier 1949 | Terre (土) |
| 28 janvier 1960 | 14 février 1961 | Métal (金) |
| 15 février 1972 | 2 février 1973  | Eau (水)   |
| 2 février 1984  | 19 février 1985 | Bois (木)  |
| 19 février 1996 | 6 février 1997  | Feu (火)   |
| 7 février 2008  | 25 janvier 2009 | Terre (土) |
| 25 janvier 2020 | 11 février 2021 | Métal (金) |
| 11 février 2032 | 30 janvier 2033 | Eau (水)   |

## Éléments astrologiques de base
| Branche terrestre de l'année de naissance | Zi                               |
| Les cinq éléments                         | Eau (水)                         |
| Yin yang                                  | Yang (陽)                        |
| Mois lunaire                              | Onzième                          |
| Chiffres porte-bonheur                    | 2, 5, 6, 8 ; à éviter : 3, 4, 9  |
| Fleurs porte-bonheur                      | Liliacée                         |
| Couleurs porte-bonheur                    | jaune ; à éviter : rouge et bleu |